# Grammond
Grammond é uma comuna francesa na região administrativa de Auvérnia-Ródano-Alpes, no departamento de Loire. Estende-se por uma área de 8,13 km². Em 2010 a comuna tinha 920 habitantes (densidade: 113,2 hab./km²).